# Eddy Ferhi
Pour les articles homonymes, voir Ferhi.
Eddy Ferhi (né le 26 novembre 1979 à Charenton-le-Pont dans le Val-de-Marne) est un gardien de but de hockey sur glace international français.
Après un passage de quatre ans dans le championnat universitaire américain, la National Collegiate Athletic Association, il obtient un contrat dans la Ligue américaine de hockey en 2003 en signant une entente de deux ans avec les Mighty Ducks de Cincinnati. Il met fin à sa carrière de hockeyeur à la fin de la saison 2013-2014 après l'élimination d'Anglet des séries de Division 1.

## Biographie

### Les premières années
Eddy Ferhi est né le 26 novembre 1979 à Charenton-le-Pont dans le Val-de-Marne d'une mère néerlandaise, Rini, et d'un père français, Alexandre. Il passe ses cinq premières années aux Pays-Bas. La famille Ferhi revient en France alors qu'Eddy a 6 ans. Il commence le hockey sur glace à l'âge de neuf ans en jouant au sein des Français volants de Paris au poste de gardien de but alors que le choix entre joueur et gardien lui est laissé ; il choisit le poste de gardien qu'il juge plus original. Chaque année, le jeune Ferhi participe à des camps d'entraînement en Suisse sous la direction François Allaire. En 1996-1997, il intègre l'équipe de France lors du Championnat d'Europe junior. Cette même année il décide de quitter la France afin de pouvoir suivre ses études tout en continuant à progresser au hockey. Il évolue alors pendant deux ans au sein de l'équipe de hockey du Cégep de Lévis-Lauzon au Québec et remporte deux titres de meilleur gardien et de champion.

### Dans le championnat universitaire américain
En 1999, il quitte le Cégep et rejoint le championnat universitaire Américain, la National Collegiate Athletic Association. Il intègre l'Université de Sacred Heart et son équipe des Pioneers qui évolue dans la Metro Atlantic Athletic Conference. Il est un des gardiens utilisé par l'équipe lors de la saison 1999-2000 et joue uniquement sept rencontres contre 28 pour Alexis Jutras-Binet. Ferhi remporte deux victoires pour quatre défaites et une autre défaite au tir de fusillade. Lors de la saison suivante, la tendance entre les deux gardiens s'inverse et le gardien français joue une majorité de rencontres, 21, pour une moyenne de 2,40 buts alloués par rencontres, un record pour son équipe — record qui sera battu par la suite.
La montée en puissance de Ferhi continue en 2001-2002 puisqu'il joue un nombre record de 31 rencontres, marque qui sera également battue lors des années suivantes. Avec 13 victoires au cours de ces rencontres, il mène son équipe à la première demi-finale de l'histoire de l'université dans la MAAC, une défaite contre l'équipe de l'université de Quinnipiac. En 2002-2003, il améliore encore ses statistiques en battant son propre record de buts alloués pour le passer à 2,27, se classant premier de l'association dans cette statistique ainsi qu'en pourcentage d'arrêts. Présent les deux années précédentes dans la seconde équipe d'étoiles de la MAAC, Fehri est cette fois-ci désigné meilleur gardien et est retenu dans la première équipe d'étoiles, des récompenses qu'il partage avec Brad Roberts des Black Knights de l'Armée américaine. Le 4 avril 2003, alors qu'il est dans sa dernière année universitaire, il reçoit un appel téléphonique de la part de la franchise de la Ligue américaine de hockey des Mighty Ducks de Cincinnati qui ont besoin de lui pour une rencontre deux jours plus tard. Il fait joue ainsi le dernier match de la saison des Mighty Ducks contre les Barons de Cleveland, une victoire 4-2. Au retour dans le bus, les dirigeants de l'équipe lui promettent de lui donner des nouvelles au cours de l'été.
À la suite de cette dernière saison, il quitte l'université avec plusieurs records d'équipes : le plus grand nombre de matchs joués sur une saison, la meilleure moyenne de buts alloués, le deuxième plus haut total de rencontres jouées avec les Pioneers – il compte 88 matchs contre 91 pour Jutras-Binet. Avec 36 succès en quatre saisons, il est à égalité avec Jutras-Binet pour le plus grand nombre de victoires au total, record qui est battu par la suite par un autre gardien de but. Enfin, sa moyenne de 2,63 est un record toujours d'actualité en 2013 pour les Pioneers.

### Les débuts professionnels en Amérique du Nord
Le jeune français participe au camp d'entraînement des Mighty Ducks d’Anaheim, équipe de la Ligue nationale de hockey ayant perdu la finale des séries éliminatoires de la Coupe Stanley 2003. Il y côtoie alors le gardien Jean-Sébastien Giguère, récipiendaire du trophée Conn-Smythe 2003 en tant que meilleur joueur des séries malgré la défaite des Mighty Ducks. Ferhi signe effectivement un contrat avec la franchise de Cincinnati mais il est le gardien remplaçant d'Ilia Bryzgalov, membre de l'équipe depuis deux ans. Il ne joue alors que 19 rencontres au cours de la saison 2003-2004 avec seulement deux victoires à son actif.
Il vit une période difficile mentalement parlant car ne jouant que peu et souvent pour des rencontres difficiles ; il joue trois rencontres de la saison dans l'ECHL avec les Gulls de San Diego. Eddy Ferhi passe l'intégralité de la saison 2004-2005 avec les Gulls ; il joue 30 rencontres et est le gardien le plus utilisé par l'équipe parmi les 4 portiers de l'alignement. Sixièmes de leur division à l'issue de la saison régulière, les Gulls sont éliminés de la course aux séries éliminatoires de la Coupe Calder. À la suite de cette élimination, les Ducks ne prolongent pas son contrat et Ferhi rentre en France pour poursuivre sa carrière.

### Une saison à Anglet (2005-2006)
Ferhi rejoint ainsi les Orques d’Anglet pour la saison 2005-2006 qui terminent la saison à la neuvième place du classement puis perdent au premier tour des séries contre les Ducs d'Angers. Anglet élimine les Dragons de Rouen en quart de finale de la Coupe de France. Les deux équipes se neutralisent lors du temps réglementaire avec cinq buts de chaque côté. Malgré une pénalité contre Angers lors de la prolongation, Rouen ne parvient pas à inscrire un sixième but. Ferhi et Ramón Sopko, le portier de Rouen, sont alors contraints d'affronter les attaquants adverses lors d'une séance de tirs de fusillade. Le joueur d'Anglet, Xavier Lassalle, est le seul à réussir son lancé alors que Ferhi arrête les tentatives des joueurs adverses. Il s'agira finalement de l'unique défaite des Dragons au cours de cette saison. Malgré cet exploit, les joueurs d'Anglet sont éliminés en demi-finale par les Ducs de Dijon une nouvelle fois à la suite d'un match nul à l'issue de la prolongation. Ferhi laisse passer deux lancers adverses alors que le gardien adverse, Vladimír Hiadlovský ne s'incline que face à Lassalle.

### Les premiers titres avec Grenoble (2006-2008)

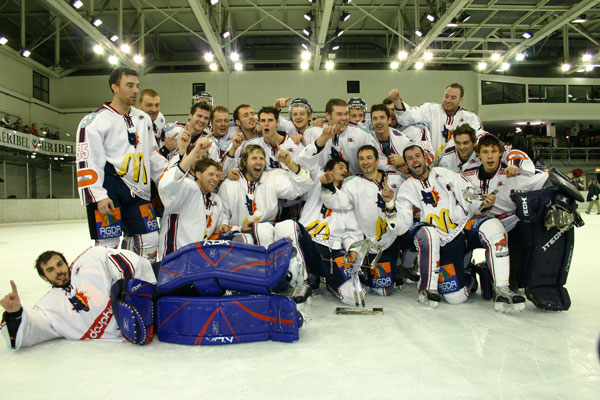
Eddy Ferhi et les Brûleurs de loups de Grenoble remportent la première édition de la Coupe de la Ligue en 2006-2007.

À la suite de cette saison, il quitte la côte Basque pour rejoindre la ville de Grenoble et son équipe des Brûleurs de loups de Grenoble pour prendre le poste de premier gardien de l'équipe. Ses débuts avec sa nouvelle équipe se passent bien puisque dès le premier match de la saison 2006-2007, il réalise un blanchissage au cours d'une victoire 2-0 contre les Drakkars de Caen.
La participation de Grenoble à la Coupe de France s'arrête dès le premier tour lors d'une défaite 2-1 contre les Ours de Villard-de-Lans alors que Ferhi est sur le banc. Plus tard dans la saison, les joueurs de Grenoble se qualifient pour la finale de la Coupe de la Ligue. Elle se déroule le 2 janvier 2007 contre les Dragons de Rouen sur la patinoire de Méribel. Les Brûleurs de Loups s'imposent sur le score de 2-1 au terme du temps réglementaire.
À la fin de la saison régulière, le portier de Grenoble est élu par les entraîneurs meilleur gardien du championnat ; il remporte alors son premier trophée Jean-Ferrand. Son coéquipier, Sacha Treille, est également mis en avant en étant nommé meilleur espoir de la ligue Magnus. Deuxièmes de la saison régulière derrière les Pingouins de Morzine, les Brûleurs de Loups sont qualifiés directement pour le deuxième tour des séries où ils éliminent les Chamois de Chamonix en trois rencontres. Ils battent par la suite les Diables rouges de Briançon en cinq matchs avant de jouer la finale contre Morzine. Le premier match est remporté par Grenoble sur le score de 7-1 et sur la glace des Pingouins. Ces derniers reviennent dans la série en remportant la deuxième rencontre mais les deux matchs suivants sont remportés par Grenoble qui remporte le cinquième titre de son histoire.
Au cours de la saison suivante, les Brûleurs de Loups accueillent un groupe de la Coupe continentale 2007-2007 ; Grenoble finit troisième de son groupe avec une seule victoire contre Tilburg Trappers, équipe du Pays-Bas. Ferhi se blesse lors de la troisième rencontre et doit céder sa place.
Il revient au jeu mi-décembre alors que les Brûleurs de Loups passent tous les tours de la Coupe de France pour atteindre la finale qui se joue dans le Palais omnisports de Paris-Bercy le 17 février contre les Dragons de Rouen. Les deux équipes se neutralisent 2-2 au cours du temps réglementaire puis de la prolongation. Une nouvelle phase de tir de fusillade se joue entre les rouennais et les grenoblois. Les Brûleurs de Loups s'imposent 3-2 aux tirs au but alors qu'Eddy Ferhi réalise cinq arrêts contre quatre pour son homologue, Sopko. Dans le championnat de France, Grenoble ne parvient pas à conserver son titre : troisième de la saison régulière, le club perd en demi-finale 3 matchs à 0 contre les Diables rouges de Briançon. Malgré cette élimination soudaine, le portier de Grenoble remporte une nouvelle fois le trophée du meilleur gardien du championnat.

### Une saison complète pour les Brûleurs de Loups (2008-2009)

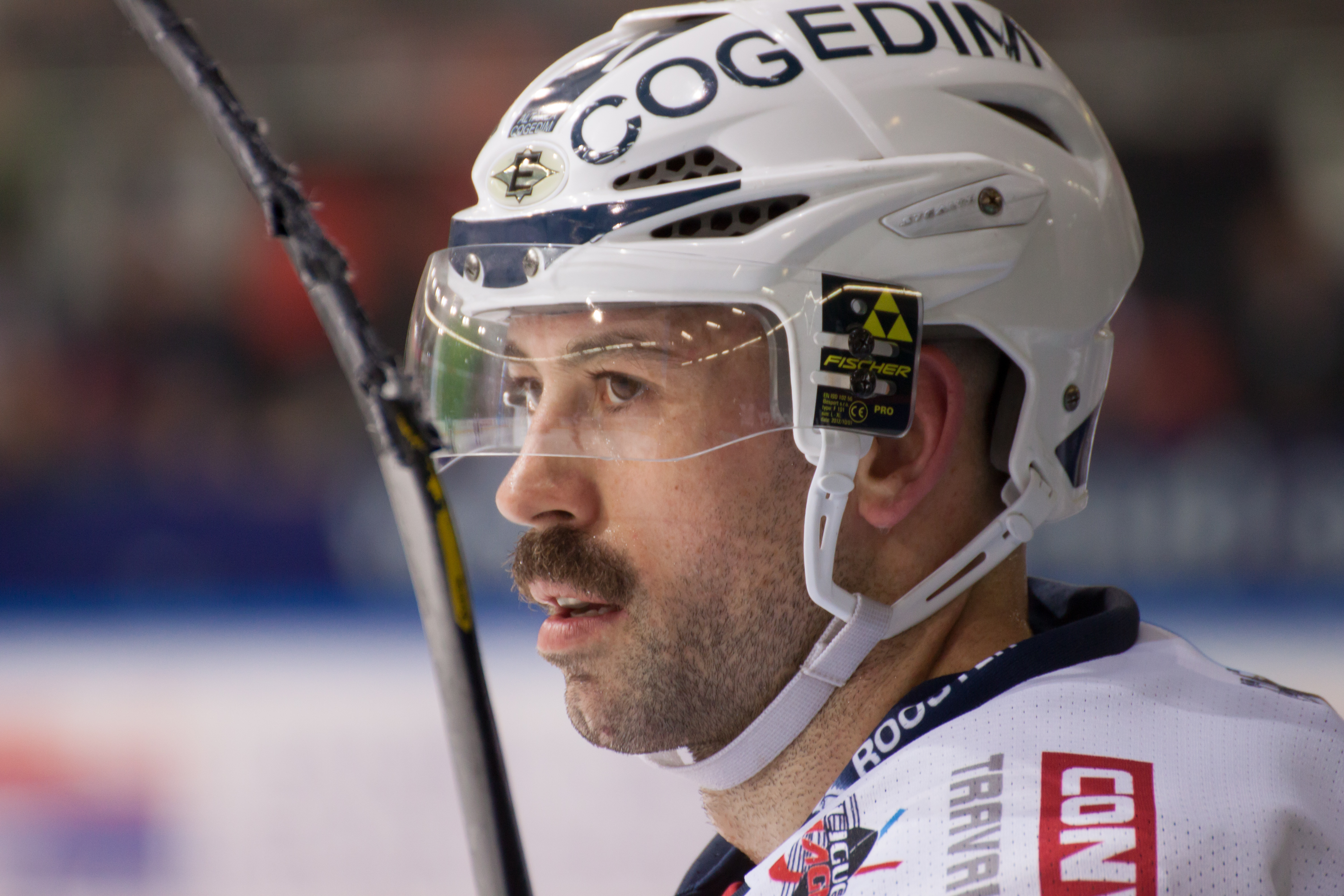
Le capitaine Baptiste Amar (ici en 2012) conduit Manavian et les Brûleurs de Loups à quatre titres lors de la saison 2008-2009.

En septembre 2008, il poursuit ses études et rejoint Grenoble École de management. Déçus de leur élimination sèche lors des séries de 2008, les Brûleurs de Loups décrochent leur premier trophée en septembre quand ils mettent la main sur le match des Champions joué contre Rouen. Fin décembre 2008, ils jouent la finale de la Coupe de la Ligue contre Briançon. Comme lors de la finale de la Coupe de France précédente, le score est à égalité à la fin du temps réglementaire avec trois buts inscrits de chaque côté. Après quatre minutes de prolongation, le capitaine des Brûleurs de Loups, Baptiste Amar, offre la victoire aux siens en trompant Tommi Satosaari.
La deuxième finale de la saison pour Grenoble est jouée en février 2009 à l'occasion de la Coupe de France. Grenoble a réussi à battre Rouen en demi-finale malgré les contestations de Rouen pour des erreurs d'arbitrage. La finale est jouée contre les Ducs de Dijon sur la patinoire de Paris. À la fin du premiers tiers-temps, les deux équipes sont à égalité mais les joueurs de Grenoble prennent par la suite les choses en main en inscrivant cinq buts sans réponse. Grenoble remporte donc sa deuxième Coupe de France consécutive et son troisième trophée de la saison.
Dans le même temps, la saison régulière est finie et Ferhi et les siens sont deuxièmes du classement quatre points derrière Briançon et trois devant Rouen. Les Brûleurs de Loup sont directement qualifiés pour le deuxième tour des séries où ils éliminent les joueurs de l'Étoile noire de Strasbourg en quatre rencontres, 3 matchs à 1. Ils retrouvent alors en demi-finale les Dragons de Rouen. Les deux équipes attendent depuis la demi-finale de la Coupe de France de se retrouver pour s'expliquer. Le premier match tourne à l'avantage de Grenoble avec une victoire en prolongation 2-1 et deux buts d'Alexandre Rouleau. La deuxième rencontre se solde également par une victoire de Grenoble sur le fil 5-4, le dernier but de la rencontre étant inscrit par Luděk Krayzel à quelques minutes de la fin du match. Le troisième match de la série est également serré entre les deux équipes puisque les Brûleurs de Loups ne s'imposent qu'avec un seul but d'écart, 4-3. Ils retrouvent la finale de la Coupe Magnus et les joueurs de Briançon. Après une première victoire 5-2 de Briançon, Grenoble enchaîne trois victoires de rang pour mettre la main sur la Coupe Magnus avec un blanchissage 3-0 lors du deuxième match de la série et un tour du chapeau lors du dernier match par Viktor Wallin.

### Grenoble rattrapé par les finances et malheureux contre Rouen (2009-2010)
En avril 2009, Ferhi signe une prolongation de trois ans avec Grenoble.
L'équipe commence la saison 2009-2010 sur le même rythme que celui sur lequel elle avait fini la saison précédente. Ainsi, elle remporte le match des champions contre Briançon sur le plus petit score possible 1-0, Ferhi arrêtant tous les palets. Cependant, en octobre 2009 et à la suite d'irrégularités constatées dans ses comptes, le club est sanctionné : six points de pénalité en championnat, exclusion pour deux ans de la coupe de France et amende de 3 000 euros.
La sanction ne concerne pas la Coupe de la Ligue et Manavian et les Brûleurs de Loups se qualifient à la première place de leur groupe pour atteindre les phases finales de la compétition. En demi-finale, ils se font peur lors du premier match contre les Ducs d'Angers ; alors qu'ils mènent au score de 4-0 à la mi-match, ils perdent la rencontre 8-4. Les Brûleurs de Loup entament donc le match retour avec quatre buts de retard et ils font tout pour revenir au jeu. Alors qu'il reste moins de 5 minutes de jeu, ils mènent sur le score de 6-1. Mais Angers, revient au score à la 58e minute pour obliger les deux équipes à jouer les prolongations. Après un peu moins de 3 minutes de prolongation, Damien Fleury part en échappée et inscrit le but de la victoire pour Grenoble. Les joueurs de Grenoble sont opposés à ceux de Rouen pour une finale entre les deux derniers champions. Les Dragons remportent le match avec une victoire finale sur le score de 6-4.
Avec six points de pénalité, les Brûleurs de Loup sont cinquième de la saison régulière et doivent jouer un premier tour lors des séries. Ils passent ce tour contre l'Image Club d'Épinal puis éliminent les Gothiques d'Amiens en quart de finale 3 victoires à 1. Grenoble est opposé en demi-finale à la meilleure équipe de la saison régulière, les Dragons de Rouen. Il faut seulement trois rencontres aux Dragons pour battre les Brûleurs de Loups, dont deux victoires lors de la séance des tirs de fusillade.
Le 25 janvier 2011 lors d'une rencontre contre Morzine, il se blesse au genou sur un contact contre un attaquant adverse. Cette blessure se révèle être une rupture des ligament croisé antérieur du genou gauche et met fin à sa saison. Quelques mois plus tard, il annonce son départ de Grenoble afin de retourner jouer à Anglet. Il signe alors pour trois ans avec le club basque afin de préparer sa reconversion.

## Statistiques
| Saison    | Équipe                        | Ligue              |    | Saison régulière | Saison régulière | Saison régulière | Saison régulière | Saison régulière | Saison régulière | Saison régulière |        | Séries éliminatoires | Séries éliminatoires | Séries éliminatoires | Séries éliminatoires | Séries éliminatoires | Séries éliminatoires | Séries éliminatoires |
| Saison    | Équipe                        | Ligue              | PJ | Min              | BC               | Moy              | % Arr            | Bl               | Pun              | PJ               | Min    | BC                   | Moy                  | % Arr                | Bl                   | Pun                  |                      |                      |
| 1997-1998 | Cégep de Lévis-Lauzon         | Canada             |    |                  |                  |                  |                  |                  |                  |                  |        |                      |                      |                      |                      |                      |                      |                      |
| 1998-1999 | Cégep de Lévis-Lauzon         | Canada             |    |                  |                  |                  |                  |                  |                  |                  |        |                      |                      |                      |                      |                      |                      |                      |
| 1999-2000 | Pioneers de Sacred Heart      | MAAC               | 7  | 367              | 19               | 3,11             | 88,3             | 0                | 0                | -                | -      | -                    | -                    | -                    | -                    | -                    |                      |                      |
| 2000-2001 | Pioneers de Sacred Heart      | MAAC               | 21 | 1247,58          | 50               | 2,40             | 93,1             | 2                | 0                | -                | -      | -                    | -                    | -                    | -                    | -                    |                      |                      |
| 2001-2002 | Pioneers de Sacred Heart      | MAAC               | 31 | 1774,37          | 90               | 3,04             | 90,5             | 2                | 0                | -                | -      | -                    | -                    | -                    | -                    | -                    |                      |                      |
| 2002-2003 | Pioneers de Sacred Heart      | MAAC               | 29 | 1769,49          | 67               | 2,27             | 92,4             | 3                | 0                | -                | -      | -                    | -                    | -                    | -                    | -                    |                      |                      |
| 2002-2003 | Mighty Ducks de Cincinnati    | LAH                | 1  | 60               | 2                | 2,00             | 93,3             | 0                | 0                | -                | -      | -                    | -                    | -                    | -                    | -                    |                      |                      |
| 2003-2004 | Mighty Ducks de Cincinnati    | LAH                | 19 | 1061             | 55               | 3,11             | 89,3             | 0                | 19               | 1                | 24     | 2                    | 5,07                 |                      | 0                    | 0                    |                      |                      |
| 2003-2004 | Gulls de San Diego            | ECHL               | 3  | 174              | 9                | 3,10             | 90,1             | 0                | 0                | -                | -      | -                    | -                    | -                    | -                    | -                    |                      |                      |
| 2004-2005 | Gulls de San Diego            | ECHL               | 30 | 1695             | 83               | 2,94             | 83,9             | 2                | 4                | -                | -      | -                    | -                    | -                    | -                    | -                    |                      |                      |
| 2005-2006 | Orques d’Anglet               | Ligue Magnus       | 25 |                  |                  |                  |                  |                  | 8                | 2                | 118,02 | 9                    | 4,5                  |                      | 0                    | 0                    |                      |                      |
| 2005-2006 | Orques d’Anglet               | Coupe de France    |    |                  |                  |                  |                  |                  |                  | -                | -      | -                    | -                    | -                    | -                    | -                    |                      |                      |
| 2006-2007 | Brûleurs de loups de Grenoble | Ligue Magnus       | 26 |                  |                  | 2,25             |                  |                  | 0                | 12               | 727    | 27                   | 2,25                 | -                    | 0                    | 0                    |                      |                      |
| 2006-2007 | Brûleurs de loups de Grenoble | Coupe de la Ligue  | 7  |                  |                  |                  |                  |                  | 2                |                  |        |                      |                      |                      |                      |                      |                      |                      |
| 2007-2008 | Brûleurs de loups de Grenoble | Ligue Magnus       | 20 |                  |                  | 2,29             |                  |                  | 0                | 6                |        |                      | 1,88                 |                      |                      | 0                    |                      |                      |
| 2007-2008 | Brûleurs de loups de Grenoble | Coupe de la Ligue  | 4  |                  |                  |                  |                  |                  | 0                |                  |        |                      |                      |                      |                      |                      |                      |                      |
| 2007-2008 | Brûleurs de loups de Grenoble | Coupe de France    | 4  |                  |                  |                  |                  |                  | 0                |                  |        |                      |                      |                      |                      |                      |                      |                      |
| 2007-2008 | Brûleurs de loups de Grenoble | Coupe continentale | 3  | 169,31           | 6                | -                | -                | 0                | 0                | -                | -      | -                    | -                    | -                    | -                    | -                    |                      |                      |
| 2008-2009 | Brûleurs de loups de Grenoble | Ligue Magnus       | 26 |                  |                  | 2,56             |                  |                  | 4                | 11               |        |                      | 1,97                 |                      |                      | 0                    |                      |                      |
| 2008-2009 | Brûleurs de loups de Grenoble | Coupe de la Ligue  | 10 |                  |                  |                  |                  |                  | 0                |                  |        |                      |                      |                      |                      |                      |                      |                      |
| 2008-2009 | Brûleurs de loups de Grenoble | Coupe de France    | 5  |                  |                  |                  |                  |                  | 0                |                  |        |                      |                      |                      |                      |                      |                      |                      |
| 2009-2010 | Brûleurs de loups de Grenoble | Ligue Magnus       | 25 |                  |                  | 2,66             |                  |                  | 4                | 9                |        |                      | 2,78                 |                      |                      |                      |                      |                      |
| 2009-2010 | Brûleurs de loups de Grenoble | Coupe de la Ligue  |    |                  |                  |                  |                  |                  |                  |                  |        |                      |                      |                      |                      |                      |                      |                      |
| 2009-2010 | Brûleurs de loups de Grenoble | Coupe continentale | 1  | 57,32            | 4                | 4,17             | 84,62            | 0                | 0                | -                | -      | -                    | -                    | -                    | -                    | -                    |                      |                      |
| 2010-2011 | Brûleurs de loups de Grenoble | Ligue Magnus       | 15 |                  |                  | 2,83             |                  |                  |                  |                  |        |                      |                      |                      |                      |                      |                      |                      |
| 2010-2011 | Brûleurs de loups de Grenoble | Coupe de la Ligue  |    |                  |                  |                  |                  |                  |                  |                  |        |                      |                      |                      |                      |                      |                      |                      |
| 2010-2011 | Brûleurs de loups de Grenoble | Coupe de France    |    |                  |                  |                  |                  |                  |                  |                  |        |                      |                      |                      |                      |                      |                      |                      |
| 2011-2012 | Orques d’Anglet               | Division 1         | 26 |                  |                  | 2,99             |                  |                  |                  | 2                |        |                      | 6,00                 |                      |                      |                      |                      |                      |
| 2012-2013 | Orques d’Anglet               | Division 1         | 26 |                  |                  | 3,29             |                  |                  |                  |                  |        |                      |                      |                      |                      |                      |                      |                      |
| 2013-2014 | Orques d’Anglet               | Division 1         | 23 | 1027,45          | 59               | 3,44             | -                | 0                | 0                | 0                | 0      | 0                    | 0                    | 0                    | 0                    | 0                    |                      |                      |
| 2016-2017 | Français volants de Paris     | Division 2         | 9  | 545,29           | 24               | 2,64             |                  | 0                | 2                | 2                | 120    | 11                   | 5,50                 |                      | 0                    | 2                    |                      |                      |

‌

## Palmarès
- Avec l'Équipe de France
  - Championnat du monde de division I :
    - Premier du groupe A 2007

- Avec les Brûleurs de Loups de Grenoble
  - Championnat de France :
    - 2007
    - 2009

  - Coupe de France :
    - 2008
    - 2009

  - Coupe de la Ligue
    - 2007
    - 2009
    - 2011

  - Trophée des champions
    - 2008
    - 2009

Honneurs personnels
- Avec les Sacred Heart Pioneers men's ice hockey (en)
  - Sélectionné dans la seconde équipe d'étoiles de la Metro Atlantic Athletic Conference
    - 2001
    - 2002

  - Élu meilleur gardien de la Metro Atlantic Athletic Conference
    - 2003 (égalité avec Brad Roberts)

  - Sélectionné dans la première équipe d'étoiles de la MAAC,
    - 2003 (égalité avec Brad Roberts)

- Avec les Brûleurs de Loups de Grenoble
  - Trophée Jean-Ferrand (Meilleur gardien de la ligue Magnus) :
    - 2007
    - 2008

  - Sélectionné dans l'équipe étoile des joueurs français :
    - 2008
    - 2009
    - 2010

## Carrière internationale

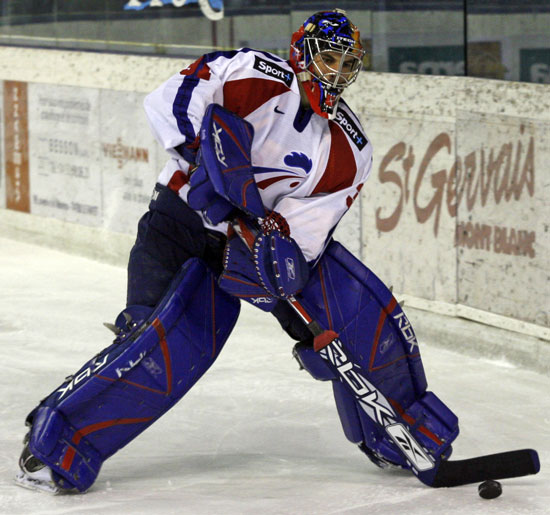
Eddy Ferhi en février 2007 pour l'équipe de France.

Il représente la France lors du championnat du monde junior de 1999 puis il est sélectionné dans l'équipe senior pour les championnats du monde de 2006 à 2010.